# Anne Woodville
Anne Woodville (v. 1439 - 30 juillet 1489) était une aristocrate anglaise. Elle est la sœur cadette de la reine Élisabeth Woodville qu'elle servit en tant que dame d'honneur. Anne a été mariée deux fois ; d'abord avec William Bourchier, vicomte Bourchier, et ensuite avec George Grey, 2ème comte de Kent. Anne est  une ancêtre de Robert Devereux, 2ème comte d'Essex. 

## Famille
Lady Anne Woodville est née vers 1439 à Grafton Regis, Northamptonshire, deuxième fille des quatorze enfants de Richard Woodville et Jacquette de Luxembourg. Sa sœur aînée était Élisabeth Woodville qui deviendra l'épouse du roi Édouard IV d'Angleterre.
Les grands-parents paternels d'Anne étaient Sir Richard Wydeville et Joan Bedlisgate, et ses grands-parents maternels étaient Pierre Ier de Luxembourg-Saint-Pol et Marguerite des Baux. 
En 1466, deux ans après le mariage secret de sa sœur Élisabeth avec le roi Edouard, et un an après son couronnement, Anne devient l'une de ses dames d'honneur, recevant quarante livres par an pour ses services. 

## Mariages et descendance
Quelque temps avant le 15 août 1467, Anne épouse William Bourchier, vicomte Bourchier, fils et héritier d'Henry Bourchier, 1er comte d'Essex, et d'Isabelle de Cambridge. 
Cette union n'était qu'un des nombreux mariages avantageux que la reine Élisabeth avait astucieusement arrangés pour ses nombreux frères et sœurs avec les héritiers des plus grandes familles aristocratiques du royaume, le but étant d'augmenter le pouvoir, le prestige et la richesse de sa famille. Cette politique ambitieuse de la reine a profondément opposé l'ancienne noblesse et la Chambre des communes à toute la famille Woodville. L'un des ennemis les plus redoutables des Woodville était Richard Neville, 16e comte de Warwick, un ancien partisan yorkiste qui a prêté allégeance aux Lancastriens après le mariage du roi Edouard avec Élisabeth. En 1469, Warwick ordonna l'exécution du père d'Anne, le comte Rivers et de son frère, John. Ils avaient tous deux été faits prisonniers lorsque l'armée du roi avait été vaincue par les forces de Warwick lors de la bataille d'Edgecote Moor. 
William et Anne ont reçu des terres d'une valeur de cent livres par an. Anne a été brièvement propriétaire des manoirs de Nether Hall et Over Hall dans le comté de Suffolk. Ceux-ci appartenaient auparavant à James Butler, 1er comte de Wiltshire, un fervent partisan et favori de la reine Marguerite d'Anjou. Il a été décapité en 1461 à la suite de l'écrasante défaite lancastrienne à la bataille de Towton, et ses propriétés ont ensuite été confisquées par le victorieux roi yorkiste, Edouard IV.
Le 14 avril 1471, William combat à la bataille de Barnet aux côtés des Yorkistes qui remportent une victoire décisive. 
Anne a eu trois enfants avec son premier mari : 
- Henry Bourchier, 2ème comte d'Essex (1468-1539), épousa Mary Say, dont il eut une fille, Anne Bourchier, 7ème baronne Bourchier qui était la seule héritière de ses titres et domaines. Elle était la première épouse de William Parr, 1er marquis de Northampton qu'elle a abandonné pour s'enfuir avec son amant, créant ainsi un scandale qui a entraîné la confiscation de ses biens et de la plupart de ses titres.
- Cecily Bourchier (décédée en 1493), épousa John Devereux, 8ème baron Ferrers de Chartley, par qui elle eut un fils, Walter Devereux, 1er vicomte Hereford, et une fille, Anne Devereux. Robert Devereux, comte d'Essex (1565–1601) était un descendant notable de Walter qui avait épousé Mary Grey, la fille de Thomas Grey, 1er marquis de Dorset et Cecily Bonville.
- Isabel Bourchier (1477 - après 1500), morte célibataire.

William meurt le 26 juin 1480. Peu de temps après, Anne épouse George Grey, fils et héritier d'Edmond Grey, 1er comte de Kent et de Katherine Percy. Comme George n'est devenu comte de Kent qu'en 1490, Anne n'a jamais été comtesse de Kent, étant morte en 1489. 
Le mariage a produit un fils : 
- Richard Grey, 3ème comte de Kent (1481 - 3 mai 1524), il mourut lourdement endetté, et sans descendance légitime.

## Chute des Woodville
En 1483, la fortune de la famille Woodville pris fin avec la mort du roi Édouard IV en avril. La sœur d'Anne, Élisabeth, en tant que mère du nouveau jeune roi Édouard V, devient reine mère ; cependant, en juin 1483, son mariage avec le défunt roi est jugé invalide parce qu'Edouard aurait été déjà engagé à Éléonore Talbot au moment de son mariage. Le frère cadet du roi Édouard IV, Richard, duc de Gloucester et Lord protecteur, a réclamé la couronne le 22 juin; cette affirmation était appuyée par une loi du Parlement connue sous le nom de Titulus Regius qui déclarait illégitimes le roi Édouard V et ses frères et sœurs. Élisabeth, maintenant appelée Lady Grey, a été forcée de chercher refuge auprès de ses filles, tandis que ses deux fils, les « Princes de la Tour » ont été enfermés dans la Tour de Londres sur les ordres du roi Richard III. Le 25 juin 1483, le roi Richard ordonna également l'exécution de son frère Anthony Woodville et de Richard Grey, qui était le fils cadet d’Élisabeth par son premier mariage avec Sir John Grey. 

## Décès
Anne Woodville meurt le 30 juillet 1489, à l'âge de cinquante et un ans. Sa mort est survenue près de quatre ans après la bataille de Bosworth où le roi Richard fut tué par Henri Tudor qui épouse sa nièce Élisabeth d'York. Anne a été enterrée à Warden, Bedfordshire. 
Un an après la mort d'Anne, son mari George épousa Catherine Herbert, fille de William Herbert et d'Anne Devereux, par qui il eut quatre autres enfants. 